# 蘇詠盛事件
蘇詠盛事件是指發生於2010年4月29日，中華民國陸軍飛彈光電基地勤務廠勤務連上等兵蘇詠盛不堪勤務連警衛排中尉排長郭景志凌虐，於營區內跳樓身亡的事件，為台灣軍中人權事件之一。

## 經過
2010年4月29日上午，中尉排長郭景志擔任值星官，集合該連警衛排士兵分配打掃勤務時，認為上等兵蘇詠盛未理會口令，命令蘇員連續出入列四次「羞辱」，並下令全排士兵改換全副武裝集合。
該排士兵全副武裝集合後，郭景志又刻意指揮全排士兵跑來跑去，並命蘇員單獨背負11把訓練用木槍（約15公斤重），無論吃飯、如廁都不准放下。蘇員不堪「槍不離身，抱一整天」，且不忍同袍因自己而遭連坐，向郭景志求饒，要求「如自己犯錯，就依軍法懲處，不要惡整我」，不料郭景志竟稱「我不會讓你那麼好過，我要玩死你！」改命其他士兵分背木槍，蘇員則全副武裝背步槍打掃廁所。
蘇員自責連累同袍，當場以拳頭錘打牆壁，致右手血流不止，同連中士見狀上前勸阻，告訴郭景志「你不要再鬧了」，郭景志又稱「你囉哩囉嗦什麼啦！」在蘇員包紮自醫務所返回連上時，仍稱「該懲罰的還是要懲罰」，命蘇員繼續全副武裝背步槍掃廁所。蘇員不堪凌虐，午休時登上營區新廠部大樓四樓跳樓身亡。

## 後續
國防部軍事檢察官獲報前往勘驗，蘇員同袍看不下去郭景志的施虐行為而攔路揭發此事。事發後郭員被記兩大過、移送軍法偵辦，軍事法院一、二審均依《陸海空軍刑法》第44條第1項「長官凌虐部屬致死罪」判處郭員有期徒刑七年兩個月，郭員上訴臺灣高等法院亦遭駁回。惟郭員判決確定後棄保潛逃，遭國防部通緝中。 蘇員家屬向郭景志提出民事賠償告訴，新北地方法院一審判郭應賠償新臺幣318萬餘元，但郭景志早已經在逃亡前脫產潛逃。2014年郭景志被家屬勸告投案，2016年9月郭景志假釋出獄。